# Catherine Collard
Catherine Collard (11 agosto 1947 – 10 ottobre 1993) è stata una pianista francese.

## Biografia
Catherine Collard venne ammessa al Conservatorio di Parigi all'età di 14 anni, e lì studiò con Yvonne Lefébure e Germaine Mounier. Ricevette il primo premio in pianoforte nel 1964, e sempre il primo premio in musica da camera nel 1966. Vinse una serie di premi in numerosi concorsi, fra i quali ricordiamo in maniera particolare il Claude Debussy, l'Olivier Messiaen e Fondation de la vocation, grazie ai quali acquistò popolarità e intraprese la sua carriera di concertista.
André Tubeuf, recensendola sul Gramophone magazine, la descrisse come "un'artista troppo spesso considerata diretta discendente di Clara Haskil ma, che per timbro e sonorità, è senz'alcun dubbio assai più vicina a Yves Nat."
Fu molto attiva anche nell'ambito della musica da camera, spesso in duo con la pianista Anne Queffélec.
Morì precocemente di cancro, all'età di 46 anni, quando era docente di pianoforte presso il Conservatorio di Saint-Maur.

## Discografia
- Gabriel Fauré: Mélodies (con Nathalie Stutzmann)
- Johann Sebastian Bach: Preludio e Fuga in la minore (Bach/Liszt), Preludio e Fuga in Do maggiore BWV 846
- Gilbert Amy: Epigramme
- Claude Debussy: Préludes libri I et II, Etudes pour les sonorités opposées, Etudes pour les arpèges composés, Mélodies (con Nathalie Stutzmann)
- Johannes Brahms: Sonate per violoncello e pianoforte n. 1 e 2 (con Suzanne Ramon), Rhapsodie, Op. 79, Intermezzi, Op. 117, Klavierstücke, Op. 118
- César Franck: Prélude, Chorale and Fugue, Quintetto; Sonata per violino e pianoforte con Régis Pasquier
- Edvard Grieg: Concerto per pianoforte e orchestra in la minore
- Joseph Haydn: Sonate per pianoforte (3 volumi)
- Olivier Messiaen: Regard de l'Onction terrible
- Wolfgang Amadeus Mozart: Sonate per flauto e pianoforte, K.376, K.296, K.377 (con Philippe Bernold)
- Sergei Prokofiev: Sonata per violino e pianoforte n. 1 (con Catherine Courtois)
- Maurice Ravel: Jeux d'eau, Mélodies (con Nathalie Stutzmann)
- Erik Satie: 3 Gymnopédies and 6 Gnosiennes (con Anne Queffelec)
- Arnold Schönberg: Klavierstücke, Op. 11
- Robert Schumann: Carnaval op. 9, Papillons op. 2, Arabesques, Kinderszenen op. 15, Sonata in fa minore, Davidsbündlertänze op. 6, Concerto per pianoforte e orchestra, Dichterliebe (con Nathalie Stutzmann), Sonate per violino e pianoforte n. 1 e 2 (con Catherine Courtois)